# Бертран Мадсен
Бертран Мадсен (нар. 18 травня 1972) — колишній гаїтянський тенісист.
Найвищу одиночну позицію світового рейтингу — 246 місце досяг 18 листопада 1991, парну — 191 місце — 22 червня 1992 року.

## Титули на челленджерах

### Парний розряд: (1)
| Ранг | Рік  | Турнір              | Покриття       | Партнер             | Суперники                      | Рахунок  |
| ---- | ---- | ------------------- | -------------- | ------------------- | ------------------------------ | -------- |
| 1.   | 1991 | Касабланка, Марокко | Ґрунтовий корт | Марк-Кевін Гелльнер | Тарік Бонабіль Ґуставо Гаретто | 6–0, 6–2 |